# Sektor 5 (Bukarest)

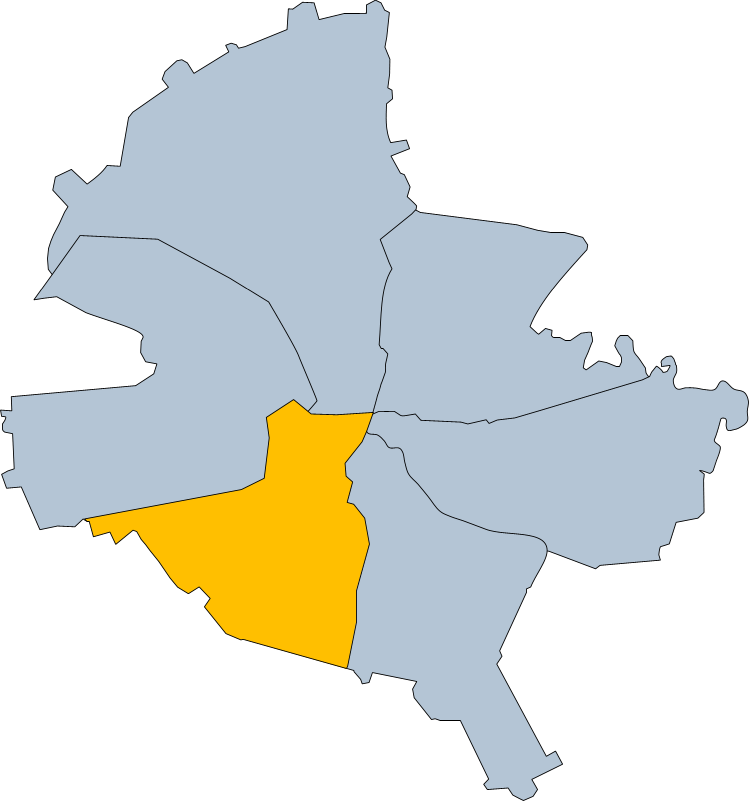
Bukarest, Sektor 5

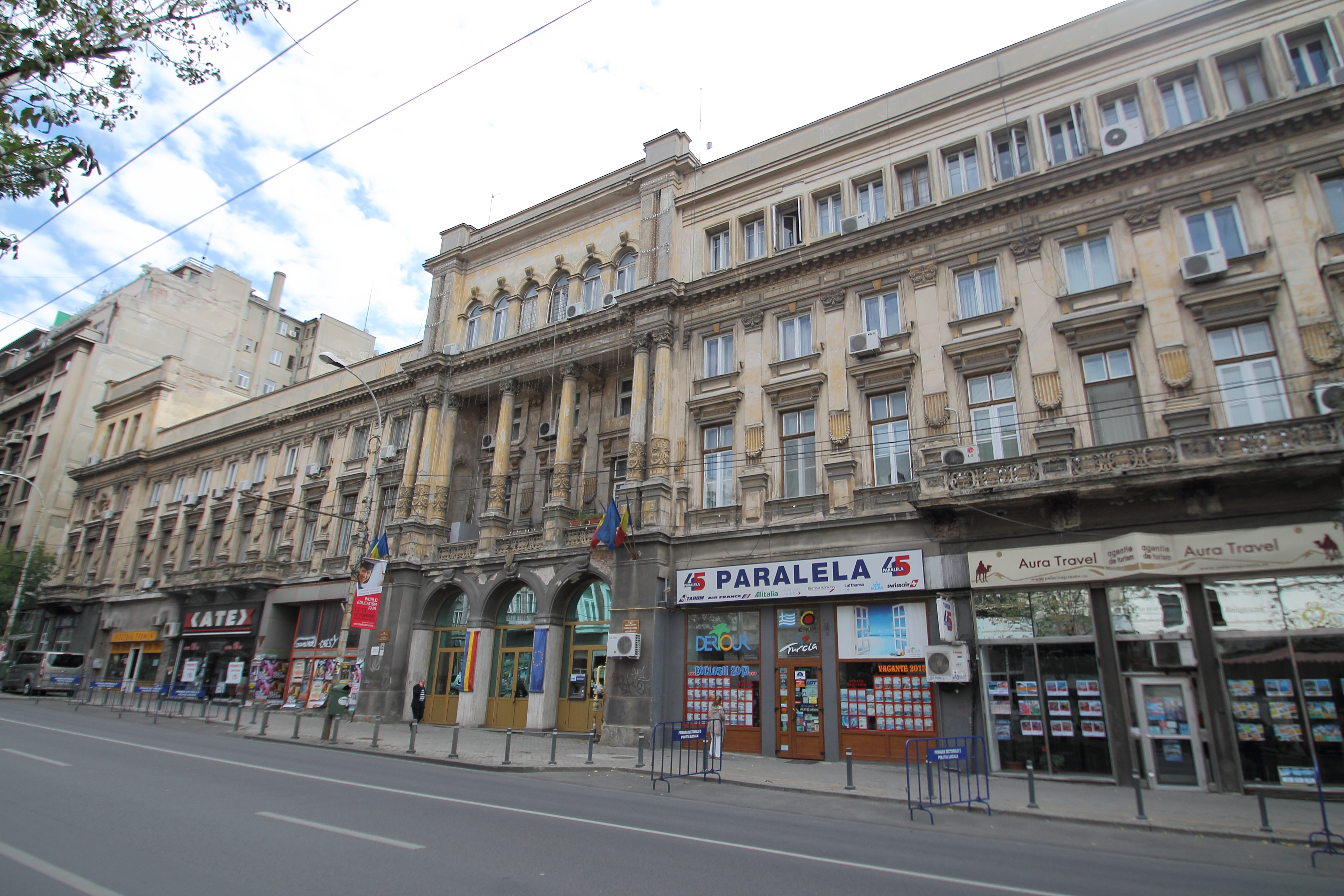
Rathausgebäude von Sektor 5

Sektor 5 (rumänisch Sectorul 5) ist ein Bezirk von Bukarest, der sich im südlichen Teil der rumänischen Hauptstadt befindet. Sektor 5 befindet sich zwischen den Sektoren 4 und 6.

## Ortsteile
- 13 Septembrie
- Cotroceni
- Ferentari
- Ghencea
- Giurgiului
- Odăi
- Rahova